# Konstfabriken

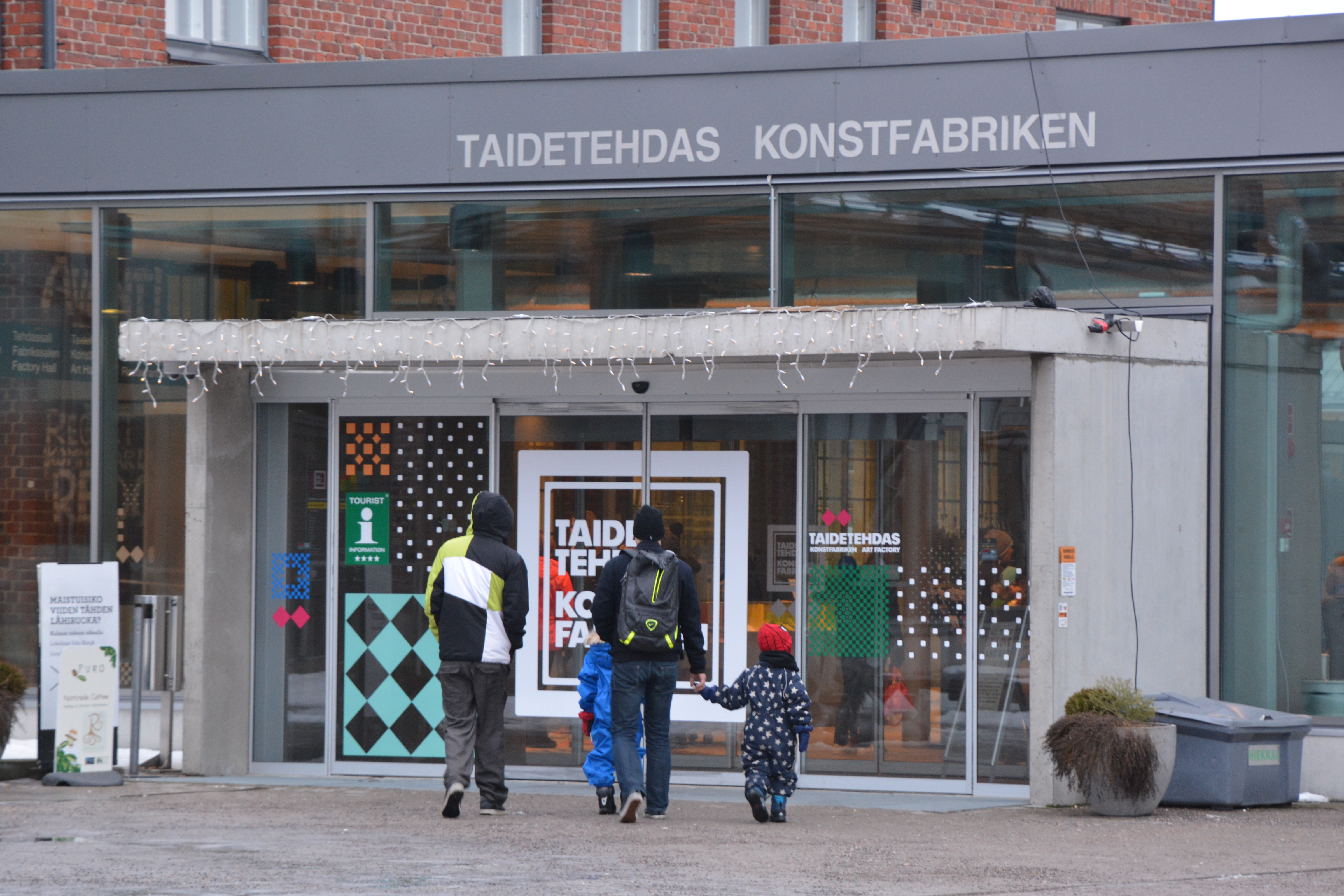
Entrén till Konstfabriken

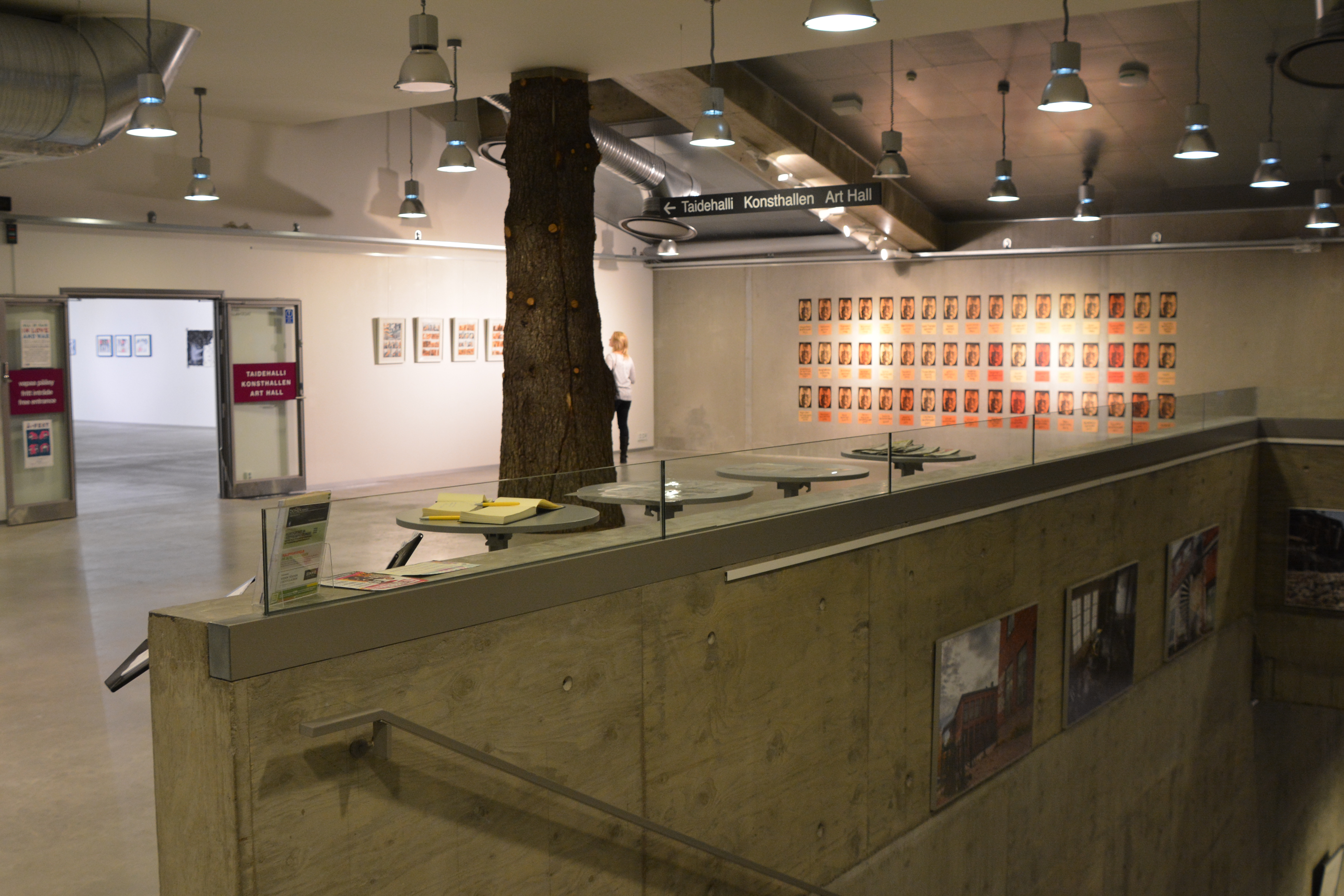
Entrén till Konsthallen, en trappa upp i Konstfabriken

Konstfabriken (finska: Taidetehdas) är ett kultur-, kongress- och affärscentrum på Västra åstranden i Borgå, Finland. 
Konstfabriken är ett ombyggt tidigare fabriksområde. Alba plywoodfabrik uppfördes där i början av 1920-talet. Senare flyttade August Eklöfs hästskofabrik in. Anläggningen köptes av Fiskars på 1960-talet för tillverkning av bland annat verktygsmaskiner, traktorer och skogsmaskiner. Tillverkningen lades ned på 1970-talet och fastigheten såldes 1986 till Borgå stad. Den ombyggda Konstfabriken öppnades i maj 2012.
Konstfabriken inrymmer bland annat Konsthallen, Konstfabrikens dansskola, Borgå stads turistinformation, Bio Rex, en konsertsal för 580 åhörare, restauranger och butikslokaler. Den ägs av de tre stiftelserna Finska kulturfonden, Alfred Kordelins stiftelse och Emil Aaltonens stiftelse.